# Eleccions legislatives eslovaques de 2002

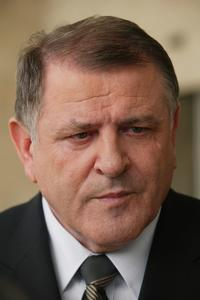
L'ex primer ministre de la República Eslovaca Vladimír Mečiar.

Les Eleccions legislatives eslovaques de 2002 se celebraren el 20 i 21 de setembre de 2002 per a renovar els 150 membres del Consell Nacional de la República d'Eslovàquia. El partit més votat fou Moviment per una Eslovàquia Democràtica, que va pactar un govern de coalició amb la SKDU, i el seu líder Mikuláš Dzurinda fou nomenat primer ministre d'Eslovàquia.

## Antecedents
Després de les eleccions legislatives eslovaques de 1998 Mikuláš Dzurinda de la Coalició Democràtica Eslovaca (SDK) va formar un ampli govern de coalició pro-mercat i pro-europeu amb el Partit de l'Esquerra Democràtica (SDL), l'Aliança Hongaresa (SMK) i el Partit de l'Entesa Cívica (SOP)
La coalició SDK no va tenir èxit, i Mikuláš Dzurinda va anunciar la formació d'un nou partit, la Unió Democràtica i Cristiana Eslovaca – Partit Democràtic (SDKÚ) per substituir-la com a partit unifica, però només la Unió Democràtica (DÚ) s'hi va fusionar. La SDK va desaparèixer en 2001, i fins al final de la legislatura el govern el van formar SDKÚ, SDL, Moviment Democràtic Cristià (KDH), SMK, SOP i DS.

## Resultats
| Eleccions legislatives eslovaques de 2002                      | Eleccions legislatives eslovaques de 2002      | Eleccions legislatives eslovaques de 2002 | Eleccions legislatives eslovaques de 2002 | Eleccions legislatives eslovaques de 2002 | Eleccions legislatives eslovaques de 2002 |
| Partits                                                        | Partits                                        | Vots                                      | %                                         | Escons                                    | +/-                                       |
| -------------------------------------------------------------- | ---------------------------------------------- | ----------------------------------------- | ----------------------------------------- | ----------------------------------------- | ----------------------------------------- |
|                                                                | Moviment per una Eslovàquia Democràtica (HZDS) | 560.691                                   | 19,5                                      | 36 / 150                                  | 7                                         |
|                                                                | Unió Cristiana i Democràtica Eslovaca (SDKÚ)   | 433.953                                   | 15,1                                      | 28 / 150                                  | Nou                                       |
|                                                                | Direcció - Socialdemocràcia (Smer-SD)          | 387.100                                   | 13,5                                      | 25 / 150                                  | Nou                                       |
|                                                                | Partit de la Coalició Hongaresa (MK)           | 321.069                                   | 11,2                                      | 20 / 150                                  | 5                                         |
|                                                                | Moviment Democràtic Cristià (KDH)              | 237.202                                   | 8,3                                       | 15 / 150                                  | =                                         |
|                                                                | Aliança del Nou Ciutadà (ANO)                  | 230.309                                   | 8,0                                       | 15 / 150                                  | Nou                                       |
|                                                                | Partit Comunista d'Eslovàquia (KSS)            | 182.872                                   | 6,3                                       | 11 / 150                                  | 11                                        |
|                                                                | Partit Nacional Eslovac Autèntic (PSNS)        | 105.084                                   | 3,7                                       | -                                         | Nou                                       |
|                                                                | Partit Nacional Eslovac (SNS)                  | 95.633                                    | 3,3                                       | -                                         | 14                                        |
|                                                                | Moviment per la Democràcia (HZD)               | 94.324                                    | 3,3                                       | -                                         | Nou                                       |
|                                                                | Alternativa Socialdemòcrata (SA)               | 51.649                                    | 1,8                                       | -                                         | Nou                                       |
|                                                                | Partit de l'Esquerra Democràtica (SDL)         | 39.163                                    | 1,4                                       | -                                         | 23                                        |
|                                                                | Altres                                         | 44.336                                    | 14,94                                     | -                                         |                                           |
|                                                                | Total (participació 70,07%)                    | 2.909.998                                 | 100.0                                     | 150                                       |                                           |
| Font: Resultats oficials Arxivat 2007-12-26 a Wayback Machine. |                                                |                                           |                                           |                                           |                                           |